# 拜錫瓦區
35°48′17″N 0°15′35″W / 35.8047°N 0.2596°W
拜錫瓦區（阿拉伯语：‎），是阿爾及利亞的行政區，位於該國西北部，由奧蘭省負責管轄，首府設於拜錫瓦，面積197平方公里，1998年人口51,275，人口密度每平方公里260人。